# Пьеса для чтения

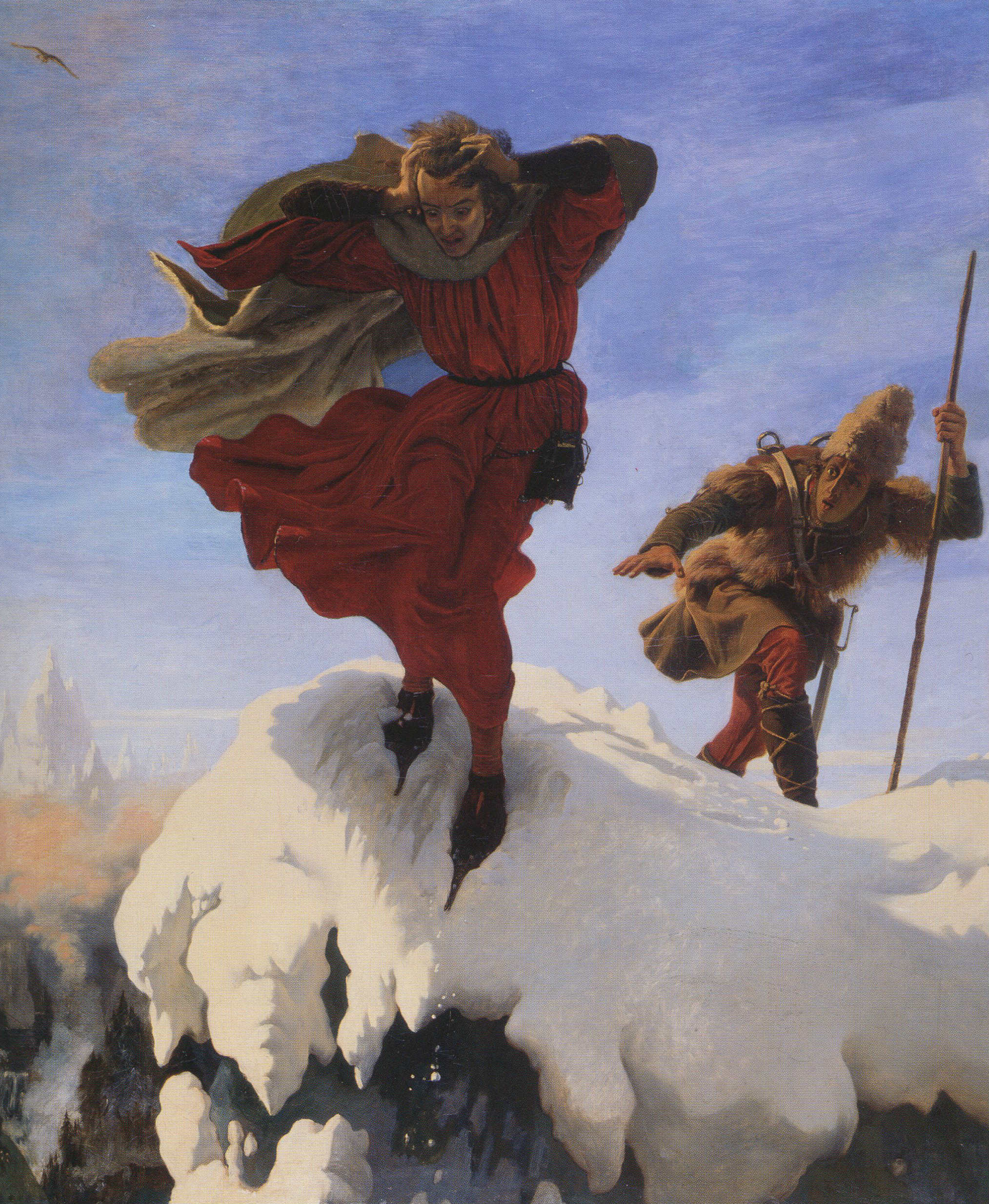
Иллюстрация Ф. М. Брауна к драматической поэме Байрона «Манфред»

Драма для чтения (также пьеса для чтения, нем. Lesedrama, Buchdrama) — драматическое литературное произведение, которое не предназначено автором для сценического воплощения, то есть адресовано не зрителю, а читателю.
Древнеримский философ Сенека писал трагедии в расчете на их декламацию на сцене, а не на постановку в традиционном смысле слова. Стихотворные пьесы для чтения оформились в самостоятельный вид драматической литературы в XVII веке (напр., «Самсон-борец» Мильтона) и получили широкое распространение в эпоху романтизма (лорд Байрон, П. Б. Шелли, В. Гюго и др.). Всемирную известность и признание завоевали такие пьесы для чтения, как «Фауст» Гёте и «Разбойники»  Шиллера. Что характерно, ни одно из драматических произведений Пушкина не предназначалось автором для постановки на сцене.
Чаще всего пьесы такого рода считались непригодными к сценическому воплощению по причине технических ограничений театров того времени. Препятствием к постановке той или иной пьесы могли стать элементы фантастики, частая смена сцен действия, большой объём произведения или избыточное количество действующих лиц. Примеры «Фауста» и «Бориса Годунова», показывают, впрочем, что «несценичные драмы» впоследствии могут с успехом переноситься на театральные подмостки.
По мере того, как раздвигались границы дозволенного в прозе, функцию пьес для чтения всё больше принимали прозаические повествования, состоящие целиком или преимущественно из диалогов. В Англии викторианской эпохи длинные драмы в стихах продолжали сочинять Р. Браунинг («Пиппа проходит») и Т. Харди («Династы»), однако жанр постепенно терял актуальность и к середине XX века окончательно вышел из моды. На протяжении второй половины XIX века и авторы, и критики сетовали на то, что «литературные пьесы» мало кто читает. 
Последний всплеск интереса к этой форме наблюдался в начале XX века («Павел I» Д. Мережковского, «Фауст и город» А. Луначарского, пьесы Гертруды Стайн).